# 绒毛拟闭口蟹
绒毛拟闭口蟹（学名：Paracleistostoma tomentosum），沙蟹總科猴面蟹科拟闭口蟹属物種。發現於廣東徐聞，其头胸甲近横六角形。头胸甲的表面稍隆，而且具有米色细绒毛，因以為名。

## 外部連結
維基物種上的相關：绒毛拟闭口蟹